# Joost Bürgi
Joost Bürgi, švicarski mehanik, astronom, urar in matematik, * 28. februar 1552, Lichtensteig, Švica, † 31. januar 1632, Kassel, Hesse-Kassel, sedaj Nemčija.

## Življenje in delo
Bürgi je bil urar in pomočnik na Rudolfovem dvoru v Pragi. Neodvisno od Napierja je leta 1620, da bi poenostavil Keplerjeve preračune, sestavil logaritemske tabele po Stieflovih zamislih. V svojem delu Arithmetische und Geometrische Progressten, ki ga je izdal v Pragi, je imenoval člene aritmetičnega zaporedja rdeča števila (logaritme), člene geometričnega zaporedja pa črna števila. Ime so dobila števila po barvi tiska. V tisku ga je prehitel Napier.